# Исследуемая жизнь (фильм)
«Исследуемая жизнь» (англ. Examined Life) — это документальный фильм 2008 года канадско-американского режиссёра Астры Тейлор, в котором берётся интервью у философов современности.

## Сюжет
«Исследуемая жизнь» «вытаскивает» философию из академических журналов и аудиторий, а после «выводит её на улицы». В фильме режиссёр Астра Тейлор сопровождает некоторых из наиболее влиятельных мыслителей сегодняшнего времени, проводя уникальные экскурсии по местам и пространствам, имеющих особую важность для них и их идей. 
Мысли Питера Сингера об этике потребления усиливаются на фоне бутиков улицы Пятой авеню. Майкл Хардт размышляет о природе революции, окружённый символами богатства и досуга. Джудит Батлер и её подруга прогуливаются по району миссии города Сан-Франциско, ставя под сомнение приверженность нашей культуры индивидуализму. Проезжая по Манхэттену, Корнел Уэст сравнивает философию с джазом и блюзом, напоминая нам, насколько напряжённой и бодрящей может быть жизнь ума. Фильм «Исследуемая жизнь» показывает, что философские идеи можно доносить простым способом.

## Основные идеи
Корнел Уэст связывает свою философию со значением конечности, повторяя идею философа Платона о том, что жизнь является подготовкой к смерти. Также, Уэст затрагивает тему равенства интеллектуальной и реальной жизни, утверждая, что порой чтение книги может так сильно возбудить твой разум, что есть шанс почувствовать себя более живым, чем при контакте с социумом.
Авиталь Ронэлл изначально дискредитирует понятие смысла в целом, говоря о том, что его присутствие необязательно для основной массы явлений на Земле. Также, она затрагивает тему непознаваемости «другого». По её мнению, именно эта непознаваемость является частью миропорядка.
Питер Сингер начинает свой монолог с собственной цитаты, чем заставляет зрителя пройти этический тест: «Представьте, что вы стали свидетелем того, как маленький ребёнок тонет в пруду. Оглядываясь, вы понимаете, что поблизости никого нет и помочь ему можете лишь вы. Для вас это не представляет никакой опасности, так как пруд маленький, декоративный. Но на вас пара дорогих ботинок. Броситесь ли вы на помощь? Большинство, конечно же, отвечают „Да“. Однако, если поставить вопрос иначе и спросить, могли ли бы вы вместо покупки тех самых дорогих ботинок пожертвовать предназначенные на них деньги в благотворительную организацию, то люди уже не так уверены в своём ответе». Он призывает более разумно подходить к покупке новых вещей, постоянно задаваясь вопросом о том, кому бы могли помочь эти деньги. Смысл жизни, по мнению Сингера — пытаться делать мир лучше, как только можешь, а также помогать нуждающимся.
Энтони Аппиа размышляет о важности космополитизма и необходимости быть гражданином мира в сегодняшних реалиях. Считает, что главное в космополитизме не уравнять традиции и нормы разных народов, а принять их различия.
Марта Нуссбаум рассуждает об общественном договоре и о том, как он влияет на людей. Для нее свойственно презирать людей, живущих за чужой счёт, и чтить, уважать производителей. Идея капитализма терпит крах при более близком рассмотрении общества, где не все люди равны в силу своих физических возможностей.
Славой Жижек утверждает, что идеи разумного потребления и заботы об экологии вытесняют религию с её исторической ролью «опиума для народа».
Джудит Батлер и Санни разговаривают о приспособленности современного города к людям с особенностями развития.

## Отзывы
На сайте IMDb фильм получил оценку 7.0/10 (1.7 тыс. голосов).
На сайте Кинопоиск фильм получил оценку 6.9/10 (191 голос).